# كارلوس نوبري (عالم)
كارلوس أفونسو نوبري (من مواليد 27 مارس 1951) هو عالم برازيلي وخبير أرصاد جوية تم تسليط الضوء عليه بشكل أساسي في الدراسات المتعلقة بالاحترار العالمي .

## التعليم
تخرج نوبري في الهندسة الإلكترونية من معهد الطيران التكنولوجي في عام 1974، وبدأ العمل في ماناوس في المعهد الوطني للبيكويس دا أمازونيا (INPA) في العام التالي. حصل على درجة الدكتوراه. حصل على درجة الدكتوراه في علم الأرصاد الجوية في معهد ماساتشوستس للتكنولوجيا ودرس الأرصاد الجوية الديناميكية للمنطقة الاستوائية مع جول تشارني وجاغاديش شوكلا، الرواد في بناء النماذج المناخية، حتى عام 1982.

## السيرة الذاتية
عاد نوبري إلى مسقط رأسه - ساو باولو، البرازيل - بعد حصوله على درجة الدكتوراه. اليوم هو عالم كبير في INPA لكنه سيزور الخارج مرات أخرى خلال مواسم البحث. بدأ بحثه في عام 1988 كباحث زائر في جامعة ميريلاند، والذي سيتم الاعتراف به كرواد في تحليل آثار إزالة الغابات على المناخ وافترض إمكانية تحول منطقة الأمازون إلى السافانا نتيجة الاحتباس الحراري، مع الانقراض الجماعي المحتمل على المستوى الإقليمي. عمل في تنسيق المشاريع العلمية الكبيرة في منطقة الأمازون وسلط الضوء على التجربة الأنجلو-برازيلية لرصد مناخ الأمازون (ABRACOS) من عام 1990 إلى عام 1996، وتجربة المحيط الحيوي والغلاف الجوي على نطاق واسع في منطقة الأمازون (LBA) من 1993 إلى 2000.